# Croix de Pasquiou
La Croix de Pasquiou est un menhir christianisé situé à Vieux-Bourg dans le département français des Côtes-d'Armor.

## Protection
Il a été classé au titre des monuments historiques en 1964.

## Description
Le menhir mesure 3,85 m de hauteur pour 2,40 m de largeur et 1 m d'épaisseur. En forme de pain de sucre, il est en granite local.
Il est situé environ 130 m à l'est du menhir de Crec'h Ogel.
Le menhir a été christianisé par l'ajout d'une croix sur son sommet.